# Eufrosina Cruz
Eufrosina Cruz Mendoza (Santa María Quiegolani, 1º gennaio 1979) è un'attivista messicana per l'uguaglianza di genere e i diritti delle donne e delle comunità indigene. 

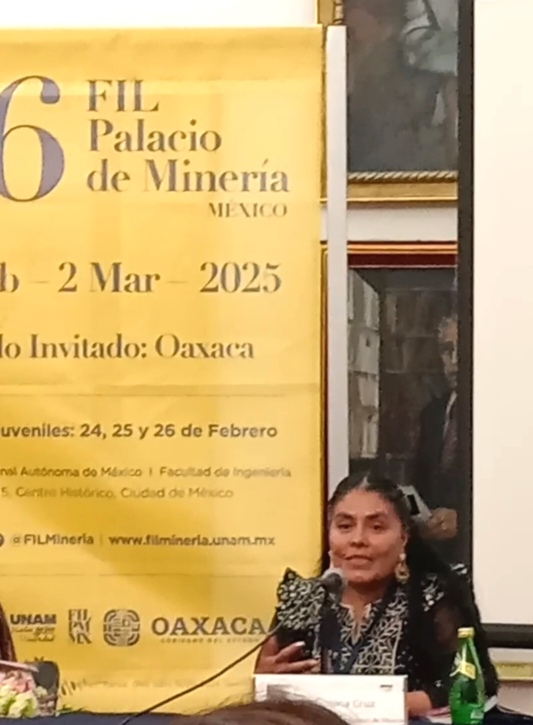

Nel novembre 2010 è diventata la prima donna indigena nella storia politica di Oaxacan, ricoprendo la carica di deputata del PAN (Partito Azione Nazionale) e presidente del consiglio di amministrazione del congresso locale. Nel dicembre dello stesso anno Eufrosina è stata nominata coordinatrice degli affari indigeni del Comitato Esecutivo Nazionale del PAN. È anche la fondatrice e direttrice dell'associazione QUIEGO, AC, che promuove l'uguaglianza di genere in Oaxaca.
La sua battaglia per l'uguaglianza di genere è nata dal fatto che non le è stato permesso di partecipare alle elezioni comunali della sua città natale Santa María Quiegolani per il solo motivo che è una donna. Si trattava di un motivo valido secondo gli "usos y costumbres" (leggi tradizionali locali). A causa della battaglia di Eufrosina Cruz la costituzione fu poi riformata per dare alle donne pari diritti di voto. Il 3 ottobre 2008 Cruz ha ricevuto il National Youth Award per il suo contributo alla cultura politica, consegnato dal Presidente Felipe Calderón.
Il 30 giugno 2018 è stata espulsa dal Partito Azione Nazionale a causa della sua opposizione alla candidatura presidenziale di Ricardo Anaya del 2018.

## Biografia
Eufrosina Cruz proviene da un piccolo villaggio zapoteca, Santa María Quiegolani in Oaxaca, in cui la lingua sono le lingue zapoteche. La sua vita era quella di tante donne zapoteche che tradizionalmente vivevano: alzarsi alle 3 del mattino, raccogliere carburante, macinare il mais, preparare le tortillas, guardare i bambini e pulire la casa. La maggior parte delle ragazze di questi villaggi hanno poche possibilità di completare la scuola elementare e si sposano in giovane età con uomini scelti dai loro padri. All'età di 11 anni, Eufrosina Cruz ha deciso che non voleva vivere così e ha lasciato il villaggio per studiare e imparare lo spagnolo. Voleva un futuro migliore e aiutare le altre donne discriminate ed emarginate. Si è laureata in contabilità e ha ottenuto un lavoro come insegnante in comunità indigenti. Ha prestato servizio come istruttrice comunitaria per la formazione e ha fondato tre scuole superiori nei comuni indigeni. In seguito è tornata nel suo villaggio originario con l'intenzione di cambiare la vita delle donne.
Al suo ritorno, era ancora tutto uguale. Le donne lavoravano sodo ma non avevano gli stessi diritti. Erano sottomesse agli uomini. Inoltre le donne non potevano votare. Ciononostante Eufrosina si è candidata come sindaco di Santa María Quiegolani. Questa idea era rivoluzionaria perché il potere politico locale era tradizionalmente affidato esclusivamente agli uomini ed Eufrosina sarebbe stata la prima sindaco di Santa María Quiegoliani. La maggior parte della gente non voleva una donna come sindaco e diffondeva pettegolezzi, la ridicolizzava e la minacciava.

### LeggeUsos y Costumbres
Nel 2007 è stata ammessa alle elezioni poiché la famiglia al potere pensava che nessuno in città avrebbe osato violare la tradizione e votare per una donna. Con sorpresa di tutti, Eufrosina Cruz ha vinto le elezioni (anche se le autorità precedenti sostengono il contrario). Ma questa vittoria non è stata accettata e l'elezione è stata annullata dalle autorità maschili del paese. I voti per Cruz e la sua candidatura a sindaco sono stati letteralmente gettati nel cestino. L'ex sindaco del comune ha detto che "le donne non esistono qui" e che "le donne sono state create per servire gli uomini, per cucinare e prendersi cura dei bambini, ma non per governare".
L'autorità indigena ha giustificato la sua posizione politica nella comunità sulla base di tradizioni orali in cui si affermava che le donne non sono ammesse in posizioni politiche nella comunità. Ciò è stato valido in quanto la legge "usos y costumbres" (usi e costumi) della costituzione di Oaxacan stabilisce che le comunità indigene possono eleggere e formare partiti secondo le proprie tradizioni e costumi. Oaxaca è l'unico stato con questa legge che ha lo scopo di rispettare le pratiche democratiche delle comunità indigene e proteggere le loro tradizioni. L'autorità comunale è in questo caso più forte della politica statale nel suo complesso. 418 su 570 leggi municipali indigene si basano sulla legge "usos y costumbres"; in 95 di queste comunità le donne non avevano voce e voto e non potevano prendere decisioni per la loro comunità.

### Successo di Eufrosina Cruz
Eufrosina Cruz non si è arresa e si è rivolta alle organizzazioni per i diritti umani e alle autorità statali. La questione è stata affrontata seriamente e Cruz ha ottenuto il consenso nazionale. Di conseguenzail 18 gennaio 2008 per la prima volta l'ex governatore ha visitato la piccola comunità di Eufrosina Cruz per chiedere che le donne possano avere una vita migliore.
Nel febbraio 2008 Cruz ha presentato una denuncia alla Commissione per i diritti umani. La Commissione ha riconosciuto la violazione dei suoi diritti. Di conseguenza il governo ha introdotto un'iniziativa per modificare l'articolo 25 della costituzione statale che è stata approvata dal congresso di Stato. Dal 21 settembre 2009 in poi l'articolo 25, paragrafo A sezione II della Costituzione di Oaxaca recita quanto segue: "La legge proteggerà e promuoverà le pratiche democratiche in tutte le comunità dello stato di Oaxaca, per l'elezione dei loro consigli comunali, nei termini stabiliti dall'articolo 2, paragrafo A, sezioni III e VII della Costituzione politica degli Stati Uniti messicani e 16 della Costituzione politica di Oaxaca; stabilirà meccanismi per garantire la piena e totale partecipazione delle donne a tali processi elettorali, e l'esercizio del loro diritto di voto ed essere votate su un piano di parità con gli uomini, e sanzionerà la loro violazione”.
Il 3 ottobre 2008 Eufrosina Cruz ha ricevuto il Premio Nacional de la Juventud nella categoria del contributo alla cultura politica dal Presidente del Messico. Cruz ha rappresentato il Messico nella conferenza iberoamericana su genere e sviluppo e nelle conferenze delle donne leader in Iberoamerica.

### QUIEGO, A.C.
Nel marzo 2008 Eufrosina Cruz ha fondato l'associazione no-profit QUIEGO (Queremos unir, integrando por la equidad y género, in italiano Vogliamo unirci, integrarci per l'uguaglianza e il genere) a Oaxaca. L'obiettivo di questa organizzazione non profit è quello di richiamare l'attenzione sulla situazione delle donne indigene e di garantire che ingiustizie come quella di Eufrosina non si ripetano. QUIEGO è sinonimo di uguaglianza tra uomini e donne indigeni e vuole che le donne abbiano pari diritti nello sviluppo, nel progresso e nell'istruzione. Questo obiettivo sarà raggiunto attraverso la promozione dei diritti umani, la chiarificazione dell'importanza della libertà e dell'essere donna, la creazione di progetti per migliorare la qualità della vita delle donne e laboratori sui diritti delle donne. Non riguarderà solo i Quiegolani ma anche altre comunità indigene di Oaxaca.
Il 6 dicembre 2008 QUIEGO ha organizzato il primo forum nella storia della regione per discutere dell'importanza delle donne nello sviluppo della comunità e del loro diritto di accesso ai programmi sociali. Poco dopo il forum, il Segretariato della riforma agraria le ha sostenute con sei progetti produttivi esclusivi per le donne, tra cui una farmacia comunitaria, una panetteria e un progetto di cucito. A San Jose Quianitas, mesi dopo, le donne potevano votare ed essere candidate nella loro comunità. Nel novembre 2010 si è tenuto un altro forum per la libertà delle donne indigene, organizzato da Eufrosina Cruz e QUIEGO.
Nel 2009 Eufrosina è stata contattata da diversi partiti politici per partecipare alle elezioni della Camera federale dei deputati. Lei ha respinto le proposte e ha esortato questi stessi partiti alla creazione di meccanismi per la partecipazione delle donne nei comuni governati dalla tradizione.
Nel novembre 2010 Eufrosina Cruz è stata nominata come candidata al congresso locale per il PAN. Quando Gabino Cué Monteagudo (PAN) ha vinto le elezioni, Eufrosina è stata eletta alla carica di presidente del consiglio di amministrazione del congresso locale, diventando la prima donna indigena a presiedere il Congresso statale di Oaxaca. Il 14 dicembre dello stesso anno Eufrosina è stata nominata coordinatrice degli affari indigeni del Comitato Esecutivo Nazionale del PAN.